# Paradihammus ceylonicus
Paradihammus ceylonicus là một loài bọ cánh cứng trong họ Cerambycidae.